# Kostanjica (Grožnjan)
Pour les articles homonymes, voir Kostanjica.
Kostanjica (en italien : Castagna) est une localité de Croatie située en Istrie, dans la municipalité de Grožnjan, dans le comitat d'Istrie. En 2001, la localité comptait 51 habitants.

## Démographie
| 1948 | 1953 | 1961 | 1971 | 1981 | 1991 | 2001 |
| ---- | ---- | ---- | ---- | ---- | ---- | ---- |
| 341  | 164  | 121  | 60   | 60   | 48   | 51   |